# Ховард, Расс
Ра́сселл Уи́льям «Расс» Хо́вард (англ. Russell William «Russ» Howard; род. 19 февраля 1956, Мидленд, Онтарио) — канадский кёрлингист, спортивный телекомментатор. Самый возрастной олимпийский чемпион зимних Игр с 1928 года во всех видах спорта (только два британских кёрлингиста, победившие на Играх 1924 года, были старше Ховарда).
Играл на позиции четвёртого. Был скипом своей команды.
Олимпийский чемпион (2006, Турин; самый возрастной канадец, выигравший когда-либо олимпийское золото: во время Олимпиады ему исполнилось 50 лет и 5 дней). Двукратный чемпион мира (1987, 1993). Двукратный чемпион Канады (1987, 1993).
В 1991 году ввёден в Зал славы канадского кёрлинга вместе со всей своей командой (его брат Гленн Ховард, Тим Белькур и Кент Карстерс).
В 2013 году ввёден в Зал славы канадского спорта).
В 2015 году ввёден в Международный зал славы кёрлинга).
За победу на зимних Олимпийских играх 2006 вместе со всей командой награждён Орденом Ньюфаундленда и Лабрадора (англ. Order of Newfoundland and Labrador). В 2015 награждён Орденом Канады в ранге члена Ордена (англ. Member of the Order of Canada, CM).
С 2001 работает телекомментатором на канадском телеканале TSN (англ. en:The Sports Network), комментирует турниры по кёрлингу.
В 2008—2009 был тренером мужской сборной Швейцарии, под его руководством сборная Швейцарии заняла на чемпионате мира 2009 четвёртое место, проиграв в матче за бронзу сборной Норвегии.
Предложил правило «зоны свободных защитников» (англ. Кёрлинг), ставшее частью правил кёрлинга на международной арене, включая и турниры по кёрлингу на Олимпийских играх.

## Команды
| Сезон   | Четвёртый   | Третий        | Второй          | Первый          | Турниры                                      |
| ------- | ----------- | ------------- | --------------- | --------------- | -------------------------------------------- |
| 1979–80 | Расс Ховард | Ларри Мёркли  | Robert Rushton  | Кент Карстерс   | ЧК 1980 (7-е место)                          |
| 1985–86 | Расс Ховард | Гленн Ховард  | Тим Белькур     | Кент Карстерс   | ЧК 1986                                      |
| 1986–87 | Расс Ховард | Гленн Ховард  | Тим Белькур     | Кент Карстерс   | ЧК 1987 · ЧМ 1987 · КООК 1987 (4 место)      |
| 1988–89 | Расс Ховард | Гленн Ховард  | Тим Белькур     | Кент Карстерс   | ЧК 1989                                      |
| 1990–91 | Расс Ховард | Гленн Ховард  | Уэйн Мидо       | Питер Корнер    | ЧК 1991 (7-е место)                          |
| 1991–92 | Расс Ховард | Гленн Ховард  | Уэйн Мидо       | Питер Корнер    | ЧК 1992                                      |
| 1992–93 | Расс Ховард | Гленн Ховард  | Уэйн Мидо       | Питер Корнер    | ЧК 1993 · ЧМ 1993                            |
| 1993–94 | Расс Ховард | Гленн Ховард  | Уэйн Мидо       | Питер Корнер    | ЧК 1994                                      |
| 1994–95 | Расс Ховард | Гленн Ховард  | Питер Корнер    | Ken McDermot    |                                              |
| 1996–97 | Расс Ховард | Гленн Ховард  | Scott Patterson | Phil Loevenmark |                                              |
| 1997–98 | Расс Ховард | Гленн Ховард  | Scott Patterson | Phil Loevenmark | КООК 1997 (9-е место) Запасной: Ларри Мёркли |
| 1997–98 | Расс Ховард | Гленн Ховард  | Noel Herron     | Steve Small     |                                              |
| 1998–99 | Расс Ховард | Гленн Ховард  | Питер Корнер    | Нил Харрисон    |                                              |
| 1999    | Расс Ховард | Wayne Tallon  | Rick Perron     | Грант Одишоу    | ЧК 1999 (4-е место) Запасной: Jeff Lacey     |
| 1999–00 | Расс Ховард | Гленн Ховард  | Питер Корнер    | Нил Харрисон    |                                              |
| 2000    | Расс Ховард | Wayne Tallon  | Rick Perron     | Грант Одишоу    | ЧК 2000 · Запасной: Terry Odishaw            |
| 2000–01 | Расс Ховард | James Grattan | Rick Perron     | Грант Одишоу    | КООК 2001 (4-е место)                        |
| 2001–02 | Расс Ховард | James Grattan | Marc LeCocq     | Грант Одишоу    | ЧК 2002                                      |
| 2002–03 | Расс Ховард | James Grattan | Marc LeCocq     | Грант Одишоу    | КК 2003 (7-е место) ЧК 2003 (4-е место)      |
| 2003–04 | Расс Ховард | James Grattan | Marc LeCocq     | Грант Одишоу    | КК 2004 (5 место) ЧК 2004 (5-е место)        |
| 2004–05 | Расс Ховард | James Grattan | Грант Одишоу    | Marc LeCocq     |                                              |
| 2005–06 | Расс Ховард | Mark Dobson   | Steven Howard   | Грант Одишоу    |                                              |
| 2006    | Брэд Гушу   | Марк Николс   | Расс Ховард     | Джейми Кораб    | КООК 2005 · ЗОИ 2006                         |
| 2006–07 | Расс Ховард | Mark Dobson   | Грант Одишоу    | Steven Howard   |                                              |
| 2007–08 | Расс Ховард | Грант Одишоу  | Mark Dobson     | Steven Howard   |                                              |
| 2007–08 | Расс Ховард | Wayne Tallon  | Mike Flannery   | Marty Mockler   | ЧКВ 2008                                     |
| 2008–09 | Расс Ховард | James Grattan | Steven Howard   | Peter Case      |                                              |
| 2008–09 | Расс Ховард | Wayne Tallon  | Mike Flannery   | Marty Mockler   | ЧКВ 2009                                     |
| 2009–10 | Расс Ховард | James Grattan | Jason Vaughan   | Peter Case      |                                              |

(скипы выделены полужирным шрифтом)

## Частная жизнь
Двоюродная бабушка Расса и Гленна, Джинни Томпсон (англ. en:Jean Thompson (athlete)), была бегуньей, на летних Олимпийских играх 1928 на дистанции 800 метров заняла 4-е место.
Отец Расса и Гленна, Билл, также занимался спортом, но на международном уровне не выступал. Когда Расс и Гленн дорастали каждый до 10 лет, он приводил их в кёрлинг, в кёрлинг-клуб Midland Curling Club в Мидленде, где работал менеджером и мастером по подготовке льда.
Кроме телекомментирования кёрлинга на TSN, Расс работает агентом по продаже недвижимости (англ. real estate agent) в компании Royal LePage Atlantic.